# Liérganes
Liérganes là một đô thị thuộc cộng đồng tự trị Cantabria, Tây Ban Nha. Theo điều tra dân số năm 2007, đô thị này có dân số là 2.391 người.

## Biến động dân số
| 1900  | 1910  | 1920  | 1930  | 1940  | 1950  | 1960  | 1970  | 1980  | 1990  | 2000  | 2007  |
| ----- | ----- | ----- | ----- | ----- | ----- | ----- | ----- | ----- | ----- | ----- | ----- |
| 2.378 | 2.522 | 2.511 | 2.985 | 2.633 | 2.656 | 2.676 | 2.410 | 2.380 | 2.391 | 2.270 | 2.447 |

Fuente: INE

## Các thị trấn
- Bucarrero
- Calgar
- Casa del Monte
- El Condado
- La Costera
- Extremera
- La Herrán
- Liérganes (thủ phủ)
- El Mercadillo
- Las Porquerizas
- Los Prados
- La Quieva
- La Rañada
- El Rellano
- Rubalcaba
- La Vega
- Pámanes
- Somarriba
- Tarriba